# Piet van de Velde
Pieter (Piet) Cornelis Marinus van de Velde (Vlissingen, 23 april 1897 - Woeste Hoeve, 8 maart 1945) was een Nederlandse arts en verzetsstrijder in de Tweede Wereldoorlog. Hij werd eind februari 1945 aangehouden omdat er in ziekenhuis Bethesda in Hoogeveen, waar hij de directeur van was, een geheime radiozender had gestaan. Een week later werd Van de Velde geëxecuteerd.

## Levensloop
Van de Velde werkte voor de oorlog als scheepsarts en internist. Hij werd in 1943 geneesheer-directeur van het Bethesda-ziekenhuis in Hoogeveen, waar hij al werkzaam was. Van de Velde was een verklaard tegenstander van het nationaalsocialisme. Tijdens de oorlog bood hij in zijn huis aan de Pesserstraat 1 in Hoogeveen, en in het ziekenhuis, onderdak aan joden, geallieerde piloten en illegale werkers. Van de Velde schreef hen vaak in als scabiëspatiënten, een huidaandoening die makkelijk kan worden overgebracht. Op die manier hoopte Van de Velde de Duitsers op afstand te houden.
Het ziekenhuis ving ook joodse patiënten vanuit Kamp Westerbork op. Van de Velde probeerde hen zo lang mogelijk in het ziekenhuis te houden en vervolgens te laten onderduiken. Ook werd vanuit het ziekenhuis het blad Vrij Nederland verspreid. Politieman en helper van de Sicherheitsdienst Hendrik de Kruijff koesterde wel verdenkingen tegen Van de Velde, maar kon deze niet hard maken.
In december 1944 kreeg Van de Velde en hoofdzuster Martje Posthuma het verzoek om onderdak te bieden aan een illegale radiozender. De zender was aanvankelijk ondergebracht in de gereformeerde kerk aan de Hooftweg, maar die locatie werd niet langer veilig geacht. Het ziekenhuis was een ideale plek omdat de stoomlevering stabiel was. Van de Velde had moeite met het verzoek, omdat hij het ziekenhuis zag als neutrale locatie. Door het plaatsen van de zender zou er vanuit het ziekenhuis "actief" verzet worden gepleegd, dat vond Van de Velde iets anders dan hulpverlening aan mensen die het nodig hadden. Van de Velde werd door het verzet echter zodanig onder druk gezet dat hij er in toestemde.
De zender werd op 11 januari 1945 geplaatst en bediend door Jacob van der Hul, alias Radio Kees. De aanwezigheid van de zender viel echter te veel op, waardoor deze naar een aantal dagen alweer werd verplaats naar de woning van Roelof Eising in Drijber, die woonde op het terrein van de Vuil Afvoer Maatschappij. Bij het gezin in huis woonde Geessien Bleeker. Zij had een aantal maanden eerder een aantal verzetsleden in Groningen verraden. Het verzet verdacht haar daar wel van, maar kon de verdenkingen niet hard maken. Daarom werd besloten haar gevangen te nemen. Omdat zij meerdere keren van adres was veranderd wist de familie Eising niet dat zij een "gevangene" was. Zij wisten uitsluitend dat Bleeker gezocht werd door de SD. Van der Hul nam haar daarom in vertrouwen en vertelde van zijn ervaringen in Hoogeveen, en noemde daarbij de naam van Van de Velde.
De Duitsers kwamen de zender in Drijber op het spoor en peilden deze uit. Op 9 februari 1945 vond er een inval plaats. Bleeker liep direct weer naar Duitse zijde over en wees de SD op de schuilplek van marconist Anton Stam. Kort daarop noemde zij de namen van verschillende betrokkenen die in de dagen daarna werden aangehouden. In de richting van Van de Velde werd in eerste instantie geen actie ondernomen, zodat deze zich veilig waande. Op 28 februari 1945 vond er toch een inval plaats. Van de Velde werd door de SD-er Jan Lammerts aangehouden. Zijn vrouw was op dat moment elders, maar haastte zich snel naar huis, waar zij haar man nog aantrof. Zij mocht niet met hem spreken.
Van de Velde werd overgebracht naar het Huis van Bewaring in Assen. In de nacht van 6 op 7 maart 1945 raakte de SS-officier Hanns Albin Rauter, de Duitse leider van de politie in Nederland, bij de Woeste Hoeve op de oostelijke Veluwe zwaargewond bij een toevallige aanslag. Op 8 maart 1945 executeerden de Duitse bezetters als wraak 117 gevangenen bij de plaats van de aanslag, waaronder Van de Velde.

## Persoonlijk
Van de Velde was getrouwd met Ida Nebbeling (1902-1988). Samen hadden zij vijf kinderen.

## Erkenning
Van het Israëlische holocaustcentrum Yad Vashem kreeg Van de Velde in 1979 postuum de eretitel Rechtvaardige onder de Volkeren vanwege zij hulp aan joden in de oorlog.